# Comostola enodata
Comostola enodata är en fjärilsart som beskrevs av Inoue 1986. Comostola enodata ingår i släktet Comostola och familjen mätare. Inga underarter finns listade i Catalogue of Life.